# Pilz
Pilz GmbH & Co. KG, empresa em tecnologia de automação. Além da matriz em Ostfildern/Alemanha, a Pilz com 42 filiais e representações.

## História
Já em 1948 Hermann Pilz fundou a empresa como uma vidraria em Esslingen, na Alemanha. Ele lançou a pedra fundamental para a história de sucesso de uma empresa média, independente de propriedade familiar. Iniciando com a fabricação de equipamentos de vidro para o setor médico, bem como relés de mercúrio para a aplicação industria, Hermann Pilz criou um estilo próprio de gerenciamento.
Desde sua primeira ação no fim dos anos sessenta e posteriormente sob a administração de Peter Pilz, a empresa desenvolveu-se de acordo com métodos de gerenciamento, baseados em visões e no espírito inovador.
A partir daí, surgiu e prevalece até hoje a competência típica na pesquisa e desenvolvimento no setor de tecnologia da automação. Assim, a partir do EUROPILZ SYSTEMS, desenvolvido pela Pilz em 1969, foi lançado no mercado já em 1974 um dos primeiros sistemas alemães de comando lógico programáveis, o PC4K..
Lançado no mercado em 1987, este relé de segurança PNOZ tornou-se em pouco tempo o relé de segurança mais utilizado mundialmente.
Os [comandos de segurança programáveis com comandos de segurança PSS, foram criados nos anos 90, quando foram aprovados pela categoria profissional.
A Pilz GmbH & Co.KG é uma empresa familiar de propriedade total das famílias Pilz e Kunschert. No fim de 2017, a diretora executiva Renate Pilz deixou a liderança da empresa. Em 2018, a gestão foi assumida pelos sócios-diretores Susanne Kunschert e Thomas Pilz.

## Produtos
- Tecnologia de sensores
- Tecnologia de controle
- Redes
- Tecnologia de acionamento
- Sistemas de operação e visualização
- Software
- Consultoria, engenharia e treinamentos sobre a segurança de máquinas[7]